# Xerém (gastronomie)
Pour les articles homonymes, voir Xerém.

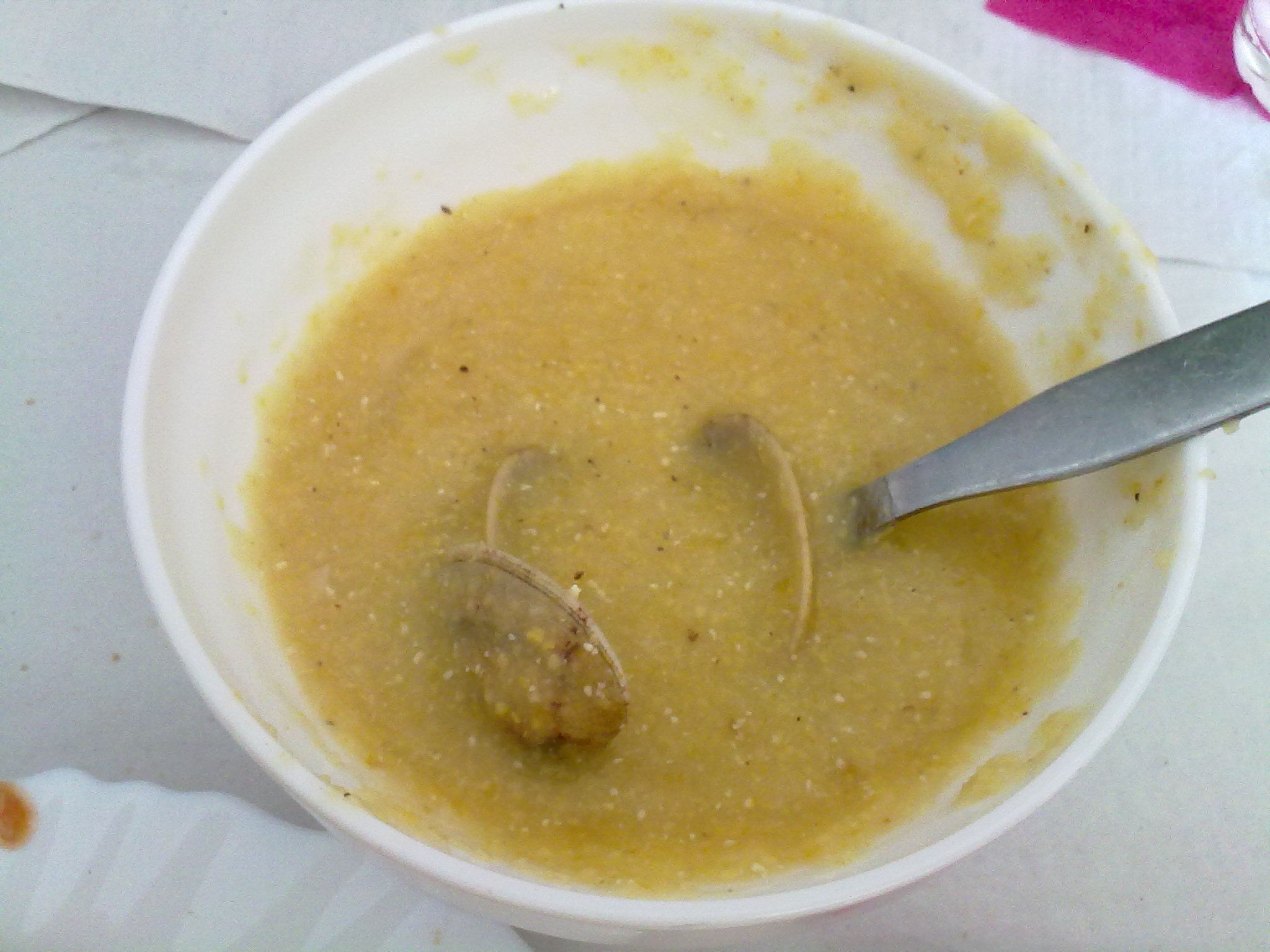
Xarém algarvio.

Le xerém ou xarém est un plat typique du Portugal, également exporté au Brésil et au Cap-Vert, où il est aussi considéré comme un mets traditionnel. Il s'agit d'une bouillie à base de farine de maïs, accompagnée d'ingrédients caractéristiques à chacune des régions où elle est préparée.

## Étymologie
Les mots « xerém » et « xarém » ont des origines controversées. Il existe au moins deux hypothèses étymologiques sur l'origine des termes : xerém et xarém proviennent d'un terme arabe désignant une « bouillie de céréales ». Le terme xerém vient du terme yoruba xe'ree, qui désigne un hochet annonçant l'arrivée de l'orisha Xangô dans la cour.

## Préparations régionales

### Brésil
Au Brésil, il est traditionnel dans la région du Nord-Est, en particulier dans le Pernambouc. Le plat est préparé avec des grains de maïs séchés, brisés au mortier et au pilon, bouillis dans de l'eau et du sel. Également connu sous le nom de arroz de pobre (riz du pauvre), il est servi avec du lait ou accompagné d'un poulet mijoté ou d'une viande rôtie.
Il est également très populaire dans le Minas Gerais, mais pas sous le nom de xerém mais de canjiquinha, nom donné à la fois au maïs concassé qui est l'ingrédient de base du plat (connu sous le nom de quirera de milho à São Paulo et dans d'autres États) et au ragoût lui-même. Traditionnellement, la canjiquinha du Minas Gerais est cuisinée avec des côtes de porc mais il existe également des variantes moins courantes avec d'autres morceaux de porc, de poulet, de bœuf ou de saucisse.

### Cap-Vert
Au Cap-Vert, le xerém est également considéré comme un plat traditionnel. La farine de maïs peut être cuite avec de l'eau, des feuilles de laurier, du beurre et du sel. Elle peut également être préparée avec du thon frais, du lait de coco, de l'oignon et du gindungo.
Il existe des variantes aux noms plus spécifiques, comme le xerém de festa, qui peut être préparé avec du saindoux, du porc et des oignons ou, dans d'autres cas, avec des fèves, du laurier, du piment et des tomates. Il est également parfois consommé lors des fêtes de mariage comme plat d'accompagnement. Sur l'île de Brava, la fête du xarém, également connue sous le nom de fête du tambour, est célébrée en juin, d'autant plus qu'elle implique une préparation de xarém accompagnée d'un tambour et parfois de personnes dansant des coladeiras.

### Portugal
Au Portugal, le xarém (ou xerém) est considéré comme un plat typique de la région de l'Algarve, dans le sud du pays et plus particulièrement de la ville d'Olhão. Dans cette ville, il est souvent préparé avec des palourdes, du lard, du jambon et du chorizo. Il peut également être servi avec des torresmos (couenne de porc). Il peut également être accompagné de porc ou de sardines grillées. Le xarém com conquilhas est l'un des finalistes des sete maravilhas da gastronomia (en français : « sept merveilles de la gastronomie portugaise »).